# Cussonia paniculata
Cussonia paniculata là một loài thực vật có hoa trong Họ Cuồng cuồng. Loài này được Eckl. & Zeyh. mô tả khoa học đầu tiên năm 1837.